# フォティウス大司教
フォティウス大司教（フォティウスだいしきょう、ロシア語: Архимандрит Фотий、世俗名Pyotr Nikitich Spassky、ロシア語: Пётр Никитич Спасский  ;ユリウス暦：1792年6月4日、ノヴゴロドスキー ユエズド– 1838年2月26日、ノヴゴロド）は、影響力があり反動的なロシア正教会の司祭で神秘主義者であり、1822年にノヴゴロドのユリエフ修道院のアルキマンドライトに任命された。1823年から1825年にかけて、アレクセイ・アラクチェイエフとともに、アラクチェイエフの政敵で教育・霊査大臣だったアレクサンドル・ニコラエヴィチ・ゴリーツィンの失脚を画策した。後のニコライ2世の治世と同様、この時代は反乱、反対、後継者争いの時代であり、「芝居がかった催眠術のような性格」のフォティウスはラスプーチンと比較されることがある。